# Tournoi de tennis de Coblence
Le Koblenz Open est un tournoi international de tennis masculin faisant partie de l'ATP Challenger Tour se déroulant au mois de janvier à Coblence. Il a été créé en 2017 et se joue sur dur en salle.

## Palmarès

### Simple
| Année | Vainqueur       | Finaliste               | Score          |
| ----- | --------------- | ----------------------- | -------------- |
| 2017  | Ruben Bemelmans | Nils Langer             | 6-4, 3-6, 7-60 |
| 2018  | Mats Moraing    | Kenny de Schepper       | 6-2, 6-1       |
| 2019  | Gianluca Mager  | Roberto Ortega Olmedo   | 2-6, 7-66, 6-2 |
| 2020  | Tomáš Macháč    | Botic van de Zandschulp | 6-3, 4-6, 6-3  |

### Double
| Année | Vainqueurs                                | Finalistes                   | Score             |
| ----- | ----------------------------------------- | ---------------------------- | ----------------- |
| 2017  | Hans Podlipnik-Castillo Andrei Vasilevski | Roman Jebavý Lukáš Rosol     | 7-5, 3-6, [16-14] |
| 2018  | Romain Arneodo Tristan-Samuel Weissborn   | Sander Arends Antonio Šančić | 64-7, 7-5, [10-6] |
| 2019  | Zdeněk Kolář Adam Pavlásek                | Jürgen Melzer Filip Polášek  | 6-3, 6-4          |
| 2020  | Sander Arends David Pel                   | Julian Lenz Yannick Maden    | 7-64, 7-63        |